# Firas Dardar
Atanasius Firas Mundher Dardar (* 3. Januar 1975 in Baghdida) ist ein irakischer syrisch-katholischer Geistlicher und Patriarchal-Exarch von Basra und Kuwait.

## Leben
Firas Dardar trat nach dem Abschluss der Oberschule in das Patriarchalseminar von Charfet ein, studierte Philosophie und Theologie und erwarb 1997 einen Abschluss an der Universität Bagdad. Am 30. April 2009 empfing er das Sakrament der Priesterweihe für das syrisch-katholische Patriarchat von Antiochia in Beirut.
Nach der Priesterweihe war er bis 2015 persönlicher Sekretär von Patriarch Ignatius Joseph III. Younan. Von 2015 bis 2017 studierte er in Rom an der Päpstlichen Universität Santa Croce soziale Kommunikation. Seit 2018 war er für die Seelsorge an den syrisch-katholischen Migranten und Flüchtlingen in Jordanien verantwortlich.
Die Synode der syrisch-katholischen Kirche wählte ihn im September 2020 zum Patriarchal-Exarchen Basra und Kuwait. Papst Franziskus bestätigte die Wahl am 10. September 2020 und ernannte ihn zum Titularbischof von Tagritum. Patriarch Ignatius Joseph III. Younan spendete ihm am 30. Oktober desselben Jahres die Bischofsweihe.